# Préférence
La préférence est l'expression d'un choix, en raison de critères soit subjectifs (on parle alors de goût, notamment en matière de préférence sexuelle) plus ou moins conscients, soit objectifs, basés sur des critères clairement énoncés et conscients.

## Préférence et décision
En théorie de la décision, une préférence est un élément de motivation, en tant qu'attitude favorable ou défavorable envers telle ou telle chose, idée, personne, pratique. Ainsi ce qui est censé apporter le bonheur est généralement préféré à ce qui est considéré comme cause potentielle de souffrance.
Avoir un penchant, un faible, désigne une orientation plus permanente qu'une préférence. De même un objectif est plus fort qu'une intention.
Les préférences sont supposées hiérarchisées (pyramide des besoins) et transitives. Si je préfère A à B, et B à C, je suis censé préférer A à C. Mais dans certaines situations il peut y avoir saturation de l'utilité marginale, ou encore inversion de préférences.

## Domaine économique et social
La notion de préférence est aussi utilisée en sciences sociales. Elle s'applique particulièrement en économie.
Ainsi, consommer plus d'un bien est généralement préféré à en consommer moins. Mais comme vu plus haut, il peut y avoir des exceptions.
En microéconomie, les comportements du consommateur / du travailleur / de l'épargnant / de l'investisseur sont modélisables, mais avec de grandes marges d'approximation comme tout ce qui est humain, grâce à des relations de préférences.
Entre préférences individuelles et collectives, il peut y avoir :
- forte convergence (mimétisme, embrigadement),
- équilibre et compromis (sur la base de conventions communes démocratiques),
- ou grave conflit.

Cela a pu fonder théoriquement certaines doctrines politiques.

## Linguistique
On parle au Québec de préférence linguistique s'agissant, dans le contexte du bilinguisme québécois, de la langue dans laquelle le citoyen préfère s'exprimer. Il est également employé en informatique, dans le même sens pour l'utilisateur.

## Nationale
On parle en France de préférence nationale dans le contexte d'octroi d'avantages financiers à des personnes sur le critère principal de nationalité française.

## Régionale
Proche de la précédente, l'expression préférence régionale, très présente notamment sur l'île de La Réunion, est employée pour désigner des mesures favorisant ou assurant l'exclusivité de l'embauche locale ou l'octroi d'avantages financiers aux habitants d'une région. À une échelle plus réduite, on parle aussi de « préférence locale ».
On l'emploie également pour qualifier une politique favorisant les échanges entre des pays d'une même région, par rapport à l'extérieur. Dans ce sens, l'expression est assez proche de la préférence communautaire, utilisée à propos de l'Union européenne.